# Hypancistrus debilittera
Hypancistrus debilittera — вид риб з роду Hypancistrus родини Лорікарієві ряду сомоподібні.

## Опис
Загальна довжина сягає 7 см. Голова широка, звужується на кінчику морди. Сплощена зверху. Очі доволі великі. Є 2 пари невеликих вусів. Тулуб витягнутий, сплощений знизу. Спинний плавець помірно довгий з сильним шипом. Жировий плавець невеличкий. Грудні плавці широкі. У грудні частині є клейковий апарат, що дозволяє присмоктуватися до каміння. Черевні плавці широкі. Анальний плавець маленький. Хвостовий плавець подовжений.
Забарвлення темно-сіре або коричневе, поверх нього розташовано декілька переривчастих, тонких, звивистих смужок і рисок жовтуватого кольору.

## Спосіб життя
Є демерсальною рибою. Воліє до прісної та прозорої води. Зустрічається у помірних потоках з піщано-кам'янистим дном. Вдень ховається під корчами або камінням. Живиться водоростями й дрібними водними безхребетними.
Статева зрілість настає у 2 роки. Самиця відкладає ікру в порожнини, печерні, інші укриття. Самець повсякчас охороняє кладку.

## Розповсюдження
Є ендеміком Венесуели. Мешкає у басейні річки Ориноко.